# آیفون اس‌ای (نسل دوم)
نسل دوم آیفون اس‌ای (انگلیسی: second-generation iPhone SE) (که با نام‌های آیفون اس‌ای ۲ یا آیفون اس‌ای ۲۰۲۰ نیز شناخته می‌شود) یک تلفن هوشمند طراحی‌شده، توسعه‌یافته و به‌فروش‌رسیده توسط شرکت اپل است. این تلفن هوشمند، در کنار مدل‌های آیفون ۱۱ و آیفون ۱۱ پرو/پرو مکس، بخشی از نسل سیزدهم تلفن همراه آیفون است. آیفون اس‌ای که در ۱۵ آوریل ۲۰۲۰ رونمایی شد، به‌طور مستقیم جایگزین سری آیفون ۸ شد و همزمان جایگزینی جدید برای مدل کوچک‌تر و سبک‌تر آیفون اس‌ای نسل اول نیز بود. پیش‌فروش این تلفن همراه در ۱۷ آوریل ۲۰۲۰ آغاز شد و خود دستگاه نیز متعاقباً در ۲۴ آوریل ۲۰۲۰ به بازار عرضه شد. نسل دوم آیفون اس‌ای با قیمت پایه ۳۹۹ دلار عرضه شد و به‌عنوان یک تلفن همراه اقتصادی در نظر گرفته‌شد.
نسل دوم آیفون اس‌ای، با پیروی از الگوی پدیدار شده توسط نسل اول آیفون اس‌ای (که دارای ابعاد و شکل ظاهری مدل قدیمی‌تر ۵اس و سخت‌افزار داخلی مدل ۶اس بود)، از ابعاد و شکل ظاهری آیفون، و سخت‌افزار داخلی گزینش‌شدهٔ سری آیفون ۱۱ بهره‌مند است که شامل سیستم روی یک تراشه اپل ای۱۳ (که با سیستم روی یک تراشه اپل ای۱۱ مورد استفاده در سری آیفون ۸ متفاوت است) نیز می‌شود.
تولید نسل دوم آیفون اس‌ای در تاریخ ۸ مارس ۲۰۲۲ و پس از رونمایی از جانشین آن، نسل سوم آیفون اس‌ای، متوقف شد.

## تاریخچه
از سال ۲۰۱۷، یک سال پس از معرفی نسل اول آیفون اس‌ای، همواره شایعاتی دربارهٔ معرفی جانشینی برای آن وجود داشته‌است.
طبق گزارش‌ها، در مارس ۲۰۲۰ جعبه‌های این تلفن همراه در حال انتقال به انبارهای بست بای بودند و نشانگر یک تلفن همراه با اندازه‌های آیفون ۸ و وجود یک لنز دوربین در پشت آن بودند. محافظ‌های صفحه نمایش ساخت بلکین برای آیفون اس‌ای نیز بر روی فروشگاه اپل قرار گرفتند که به‌طور مشترک با مدل‌های آیفون ۶، آیفون ۶اس، آیفون ۷ و آیفون ۸ نیز سازگار بودند. با این حال، موارد مرتبط با آیفون اس‌ای خیلی زود حذف شدند.
در ۱۵ آوریل ۲۰۲۰ در یک اعلامیه مطبوعاتی در وبگاه اپل، از نسل دوم آیفون اس‌ای پرده‌برداری شد. از این تلفن هوشمند تحت عنوان «یک تلفن هوشمند جدید و قدرتمند با یک طراحی محبوب» یاد شد و در ۲۴ آوریل ۲۰۲۰ در سطح بازارهای جهانی عرضه شد.

## مشخصات

### طراحی ظاهری
آیفون اس‌ای از یک چارچوب آلومینیومی بهره‌مند است و پشت و روی آن با شیشه پوشیده شده‌است. طراحی ظاهری و ابعاد این تلفن همراه تقریباً مشابه آیفون ۸ هستند؛ با این تفاوت که نشان‌وارهٔ اپل در وسط بدنه قرار گرفته و نشان تجاری آیفون نیز در بخش پایین آن موجود نیست. آیفون اس‌ای ۲ مانند مدل پیشین خود، آیفون ۸، دارای همان حاشیه‌های دور صفحهٔ نمایش در جلوی تلفن بوده و دکمهٔ هوم آن نیز همانند آیفون ۸ به همان نسل دوم فناوری تاچ آی‌دی (به‌صورت یکپارچه با دکمهٔ هوم) مجهز است.
آیفون اس‌ای در سه رنگ در دسترس است: سیاه، سفید و نسخهٔ پروداکت رد قرمز. آیفون اس‌ای، هم‌راستا با رنگ‌بندی مدل‌های آیفون ۱۱ و آیفون اکس‌آر، از حاشیه‌های سیاه‌رنگ در اطراف صفحهٔ نمایش برخوردار است.
| رنگ | نام رنگ           | حاشیهٔ دور صفحه نمایش |
| --- | ----------------- | -------------------- |
|     | سیاه              | سیاه                 |
|     | سفید              | سیاه                 |
|     | پروداکت رد (قرمز) | سیاه                 |

#### اندازه
نسل دوم آیفون اس‌ای با قطر صفحه نمایش برابر با ۴٫۷ اینچ (۱۲۰ میلیمتر) در زمان عرضه در کنار کوچک‌ترین تلفن‌های هوشمندِ در حال تولید قرار گرفت. با این حال، این مدل در مقایسه با نسل نخست آیفون اس‌ای که قطر صفحه نمایش آن ۴ اینچ (۱۰۰ میلیمتر) بود، همچنان ۳۰ درصد بزرگتر است. دن سیفرت از وبگاه ورج اظهار کرده‌است که نسل دوم اس‌ای یک «ناخن در یک تابوت» برای تلفن‌های کوچک است.
سی‌نت نیز این موضوع را تصدیق کرده و اظهار کرده‌است که «تصمیم اپل مبنی بر عدم ساخت یک تلفن ۴ اینچی کاملاً جدید خود گویای همه‌چیز است. این نشان می‌دهد که این شرکت احتمالاً آیفون جمع و جور را برنخواهد گرداند، فرقی نمی‌کند که چقدر اشتیاق مردم نسبت به آن زیاد باشد.»

### سخت‌افزار
آیفون اس‌ای از سیستم روی یک تراشه اپل ای۱۳ بایونیک (SoC) به‌همراه پردازنده کمکی حرکتی ام۱۳ یکپارچه، و موتور عصبی نسل سوم بهره‌مند است. اس‌ای در سه ظرفیت حافظه داخلی ۶۴ گیگابایت، ۱۲۸ گیگابایت و ۲۵۶ گیگابایت در دسترس است. این مدل از رتبهٔ آی‌پی۶۷ یکسان با آیفون ۸ برای مقاوت در برابر غبار و آب برخوردار است. آیفون اس‌ای فاقد قابلیت‌های باند فوق وسیع فعال‌شده بواسطهٔ تراشهٔ یو۱ است که در آیفون ۱۱ و آیفون ۱۱ پرو موجود است. با وجود اندازهٔ کوچک‌تر این گوشی همراه که ممکن است منجر به افزایش پرتاب حرارت شود، پردازندهٔ ای۱۳ آیفون اس‌ای در میزان اوج فرکانس پردازنده برابر با آیفون ۱۱ کار می‌کند. برخلاف مدل نسل نخست، نسل دوم آیفون اس‌ای فاقد یک جک هدفون استاندارد ۳٫۵ میلی‌متری است.

#### صفحه نمایش
آیفون اس‌ای از صفحه نمایش رتینا اچ‌دی یکسان با آیفون ۸، با فناوری ال‌سی‌دی با رنگ‌های واقعی و طیف گستردهٔ رنگ بهره‌مند است. وضوح تصویر این صفحه نمایش مشابه آیفون‌های پیشین ۴٫۷ اینچی، برابر با ‎۱۳۳۴×۷۵۰‎ پیکسل است. تراکم پیکسل آن نیز ۳۲۶ پی‌پی‌آی است که با تراکم پیکسل همهٔ مدل‌های آیفون مجهز به صفحه‌نمایش ال‌سی‌دی از زمان معرفی صفحه نمایش رتینا در آیفون ۴، به‌جز مدل‌های پلاس برابری می‌کند. قابلیت حساس به فشار لمس سه‌بعدی که در آیفون ۸ بکار رفته‌بود، در آیفون اس‌ای با لمس هاپتیک جایگزین شده‌است و برای کار با اعلان‌ها کاربرد ندارد. با وجود اینکه صفحه نمایش این تلفن با اچ‌دی‌آر سازگار نیست، اما با تبدیل محتوای اچ‌دی‌آر به حجم‌های کمتر جهت سازگار شدن با نمایشگر، در حالی که همچنان بهبودهایی را در زمینهٔ دامنه دینامیک، تفکیک و طیف رنگ گسترده در مقایسه با محتوای استاندارد اعمال می‌کند، می‌تواند محتوای اچ‌دی‌آر۱۰ و دالبی ویژن را پخش کند.

#### دوربین
آیفون اس‌ای از یک دوربین تک ۱۲ مگاپیکسل مشابه سیستم دوربین تکی آیفون ۸ در پشت برخوردار است که قابلیت ضبط ویدئوی ۴کی (با سرعت ۲۴، ۳۰ یا ۶۰ فریم بر ثانیه)، ویدئوی ۱۰۸۰پی اچ‌دی (با سرعت ۳۰ یا ۶۰ فریم بر ثانیه)، یا ویدئوی ۷۲۰پی اچ‌دی (با سرعت ۳۰ فریم بر ثانیه) را دارد. این دوربین دارای دیافراگم f/۱٫۸، فوکوس خودکار، پایدارسازی اپتیکال تصویر و فلاش رنگ طبیعی با چهار ال‌ئی‌دی است. علاوه بر این، آیفون اس‌ای می‌تواند تصاویر سراسرنما (پانوراما) با وضوحی تا ۶۳ مگاپیکسل را ثبت کند و قابلیت عکسبرداری در حالت پشت سر هم را نیز دارا است. کیفیت ثبت تصویر در دوربین جلوی آیفون اس‌ای برابر با ۷ مگاپیکسل، دیافراگم آن f/۲٫۲ و مجهز به فوکوس خودکار است. این دوربین توانایی ضبط ویدئوی ۱۰۸۰پی اچ‌دی با سرعت ۳۰ فریم بر ثانیه را دارد. رابط دوربین این تلفن همراه مانند آیفون ۱۱ و ۱۱ پرو به قابلیت «کوئیک‌تیک» مجهز است که به کاربر این امکان را می‌دهد تا با فشار طولانی بر روی دکمهٔ شاتر، به ضبط ویدئو بپردازد. عمل عکسبرداری پشت سر هم نیز اکنون از طریق کشیدن دکمهٔ شاتر به سمت چپ در دسترس است.
پردازشگر سیگنال تصویر و موتور عصبی جدید به‌کار رفته در اس‌ای از قابلیت‌های مختلفی در دوربین این گوشی پشتیبانی می‌کنند که در آیفون ۸ پشتیبانی نمی‌شدند. دوربین پشتی اس‌ای همانند آیفون ۱۱ و ۱۱ پرو از نسل بعدی اسمارت اچ‌دی‌آر پشتیبانی می‌کند. این دوربین همچنین قابلیت ضبط ویدئوهای دامنه دینامیک افزوده تا ۳۰ فریم بر ثانیه، ضبط صدای استریو و پایدارسازی سینمایی تصویر را دارا است. هر دو دوربین جلویی و پشتی آیفون اس‌ای از حالت پرتره و نورپردازی پرتره پشتیبانی می‌کنند. حالت پرتره در این مدل همانند مدل‌های ۱۱ و ۱۱ پرو دارای قابلیت کنترل عمق میدان و یک اثر بوکه پیشرفته (اثر تار کردن پس‌زمینهٔ خارج از فوکوس در اطراف پرتره) است. با این حال، استفاده از سخت‌افزار حسگر قدیمی، محدودیت‌هایی را به‌همراه داشته‌است—آیفون اس‌ای از قابلیت‌های حالت شب و آمیختگی عمیق موجود در آیفون ۱۱ و ۱۱ پرو پشتیبانی نمی‌کند. از آنجا که سخت‌افزار موجود در این مدل نقشه‌های عمق میدان را با استفاده از پیکسل‌های فوکوس تهیه نمی‌کند، و به‌جای آن به یادگیری ماشینی مبتنی بر نرم‌افزار متکی است، حالت پرترهٔ پیاده‌سازی‌شده در آیفون اس‌ای به‌طور بومی تنها تصاویر انسان‌ها را پشتیبانی می‌کند.

### نرم‌افزار
آیفون اس‌ای در ابتدا با آی‌اواس ۱۳٫۴ که قابلیت پشتیبانی از اپل پی و اپل کارد را داشت، به مشتری‌ها تحویل داده‌شد. یک بروزرسانی ویژه و اختصاصی برای آیفون اس‌ای تحت عنوان آی‌اواس ۱۳٫۴٫۱ که شمال وصله‌های مرتبط با بلوتوث و فیس‌تایم بود، در ۲۳ آوریل ۲۰۲۰ (یک روز پیش از عرضهٔ رسمی دستگاه) منتشر شد و آن را به یک بروزرسانی نرم‌افزاری در روز نخست تبدیل کرد.